# Official Version
Official Version är det tredje studioalbumet av den belgiska EBM-gruppen Front 242, utgivet 1987.

## Låtförteckning
| 1. | W.Y.H.I.W.Y.G.     | 7:28 |
| 2. | Rerun Time         | 5:25 |
| 3. | Television Station | 2:41 |
| 4. | Agressiva Due      | 2:58 |

| 5.           | Master Hit (Part 1 & 2) | 7:07  |
| 6.           | Slaughter               | 3:36  |
| 7.           | Quite Unusual           | 3:49  |
| 8.           | Red Team                | 3:50  |
| 9.           | Agressiva Angst         | 1:56  |
| Total längd: | Total längd:            | 38:50 |

| 10.          | Quite Unusual (12" Version) | 5:02  |
| 11.          | Agressiva (12" Version)     | 4:59  |
| Total längd: | Total längd:                | 48:51 |

| 12.          | Masterblaster | 7:06  |
| 13.          | Hypnomix      | 4:31  |
| Total längd: | Total längd:  | 60:28 |

## Medverkande
- Daniel Bressanutti
- Patrick Codenys
- Jean-Luc De Meyer
- Richard Jonckheere